# Turfstraat 28a-32 (Baarn)
Het huizenblok Turfstraat 28a-32 is een gemeentelijk monument in Baarn in de provincie Utrecht.
Het pand is gebouwd in de stijl van de Amsterdamse school. Het werd na een grote verbouwing onder leiding architect J.L. Overtoom in 1926 opgeleverd aan bakker L. van Dijk en de winkeliers gebroeders Gielen.
Het deel aan de rechterzijde is het oude pakhuis dat in 1926 nieuw werd opgebouwd. Boven de dubbele deur van de latere werkplaats is een luik met hijsbalk.
Op de rand met de eerste verdieping is een doorlopende witte band met glas-in-loodbovenlichten. In het midden van de eerste verdieping is een inpandig balkon. De ruimte tussen de vensters op de eerste verdieping is opgevuld met siermetselwerk.